# Susyn M. Andrews
Susyn M. Andrews (1953 ) es una botánica inglesa, destacada horticultora que se viene desempeñando en el Real Jardín Botánico de Kew.

## Biografía
Fue cofundadora y directora del "Grupo de Taxonomía en Horticultura". Ha publicado más de 150 artículos científicos, fue editora senior de "Taxonomía de Plantas Cultivadas (1999), y ocupó un sitial en la "ISHS Comisión de Nomenclatura y Registro", es Investigadora Honoraria Asociada en Kew, y actualmente sirve en varios comités científicos y de horticultura más específicamente. Es una entusiasta jardinera, sus estudios principales los hace en plantas leñosas de zonas templadas y subtropicales y su pasión es el género Lavandula, desde hace 15 años.

## Algunas publicaciones
- Upson, T; SM Andrews. The Genus Lavandula [ILLUSTRATED]
- -------, -------. 2003. A new species of Lavandula L. (Lamiaceae) from Gran Canaria, Canary Islands. Kew Bull. 58(4)
- -------, -------. 2004. The Genus Lavandula. Botanical Magazine Monograph. Royal Botanic Gardens, Kew

- La abreviatura «S.Andrews» se emplea para indicar a Susyn M. Andrews como autoridad en la descripción y clasificación científica de los vegetales.[3]